# Fascismo sammarinese

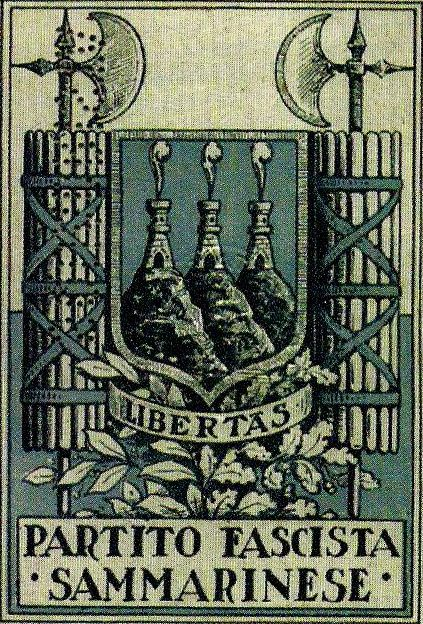
Simbolo del Partito Fascista Sammarinese

Il fascismo sammarinese nacque nel 1922 con la fondazione del partito da parte di un gruppo di persone riunite a Serravalle. Il primo segretario generale fu Giuliano Gozi, in seguito il Comm. Manlio Gozi.
Nel 1923 fu sciolto il Consiglio Grande e Generale trasformato in Consiglio Principe e Sovrano. Furono indette nuove elezioni che videro la presentazione di un'unica lista (simile al cosiddetto Listone italiano) con una maggioranza di fascisti.
Tramite il lavoro diplomatico di Giuliano Gozi, segretario di Stato per gli affari esteri e interni, presso Benito Mussolini, partirono i progetti per la ferrovia Rimini-San Marino, successivamente distrutta nel 1944, e fu stipulata la Convenzione di amicizia e buon vicinato con l'Italia nel 1939, tuttora vigente.

## San Marino durante la seconda guerra mondiale
Il 28 luglio 1943, poco dopo la caduta di Mussolini, il Partito Fascista Sammarinese si scioglie e vengono convocate nuove elezioni.
Con la liberazione di Mussolini da Campo Imperatore, il Consiglio Principe e Sovrano delega i suoi compiti a un Consiglio di Stato composto da 20 membri, in maggioranza appartenenti al Fascio Repubblicano di San Marino (creato sulla falsariga del Partito Fascista Repubblicano). Il 25 ottobre 1943 il feldmaresciallo Erwin Rommel ha con i membri del governo della Repubblica un incontro nel quale si ribadisce che San Marino è un paese neutrale, in buonafede verso la Germania.

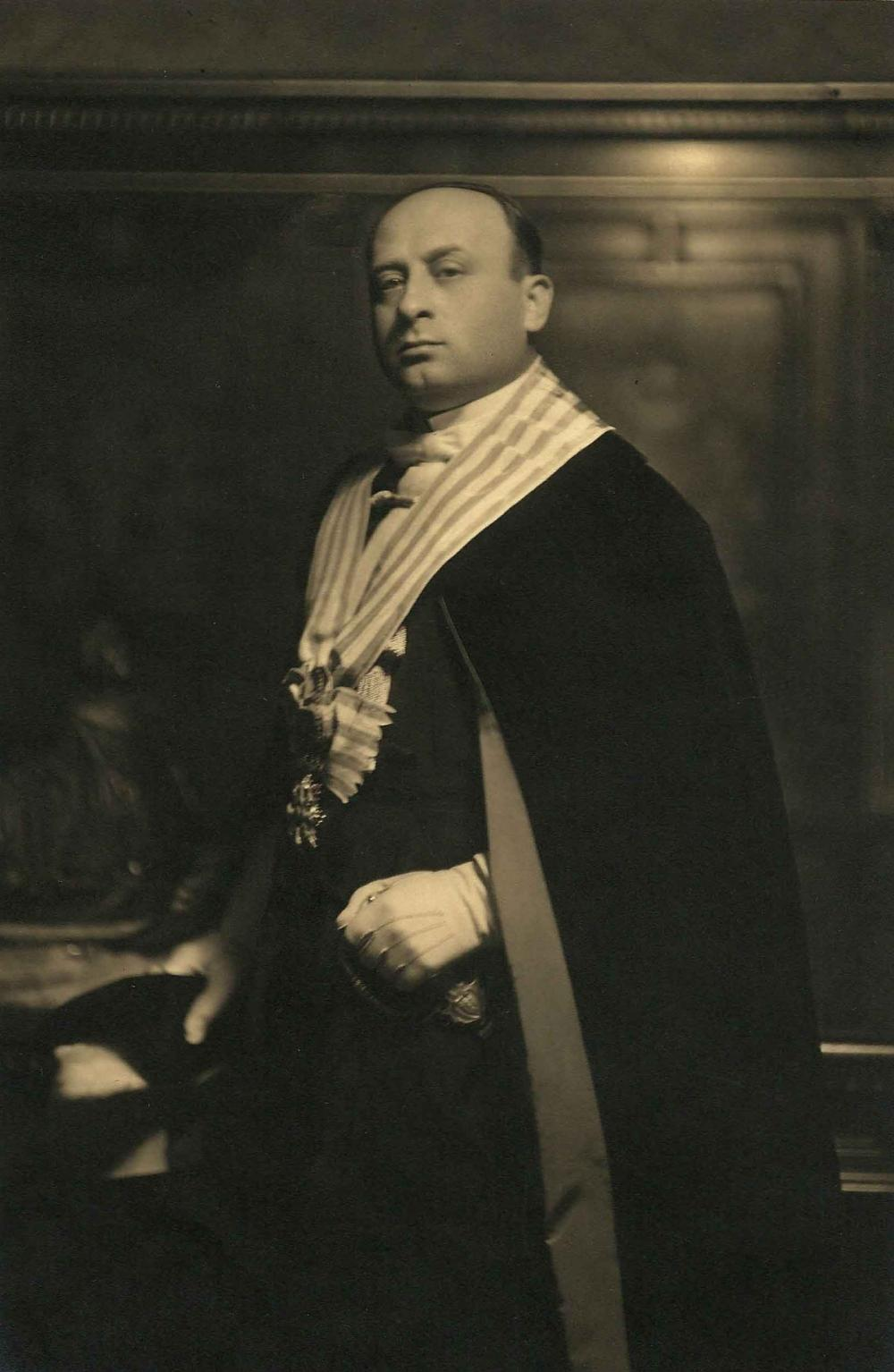
Giuliano Gozi, segretario generale del PFS

Dalla stessa discussione emerge che gli armamenti di San Marino consistono in:
- 4 cannoni italiani donati da Vittorio Emanuele III nel 1907, di cui 2 utilizzati a salve per le feste nazionali e 2 mai usati.
- 80 fucili italiani Carcano Mod. 91 della prima guerra mondiale.
- 2 casse di caricatori donati dal Duca d'Aosta, anch'essi risalenti alla Grande Guerra, mai utilizzati.

Rommel, quindi, rassicura i sammarinesi e firma il "Libro d'Oro" degli ospiti della Repubblica.
Il 3 novembre viene promulgata una legge che commina gravi pene a chiunque dia aiuto ad ex prigionieri alleati, disertori e partigiani. Successivamente il 7 settembre 1942 venne promulgata la Legge razziale che verrà scarsamente applicata
Il 23 marzo 1944 il Direttorio del Fascio Repubblicano di San Marino elegge Giuliano Gozi come Segretario Generale, incarico che mantenne sino al 30 settembre 1944. Il 1º maggio vengono arrestati i comunisti Ermenegildo Gasperoni - reduce delle Brigate Internazionali della Guerra Civile Spagnola (1936-'39) - , Vincenzo Pedrini e Antonio Selva per incitamento all'abbandono del lavoro, ma sono rilasciati poco dopo.
Il 4 giugno sono arrestati cinque comunisti riminesi facenti parte del "complotto del cimitero" di Santa Mustiola che consisteva in formare nuclei partigiani nella Repubblica.
Il 26 giugno ha luogo l'unico bombardamento alleato sulla Repubblica. Una squadriglia britannica della DAF (Desert Air Force), che aveva già combattuto in Africa, sgancia 263 bombe che provocano 63 morti. Vengono proclamati tre giorni di lutto nazionale. Il bombardamento inglese è, però, dovuto a false notizie, perché si pensava che San Marino fosse stato occupato dai tedeschi e fosse diventato un deposito di munizioni. Vengono inviate proteste agli inglesi lette dalla Radio della Repubblica Sociale Italiana dove si ribadisce la neutralità di San Marino e si rileva la crudeltà del bombardamento, ma tali affermazioni non convincono gli alleati che risalendo la penisola occupano la Repubblica.
Il 27 luglio il maggiore Guther - comandante militare tedesco di Forlì - comunica, con una lettera al Comando Militare Germanico di Ferrara, che la sovranità della Repubblica non potrà essere rispettata se esigenze militari richiederanno il traffico di automezzi tedeschi. Si sottolineava che l'occupazione sarebbe stata, se possibile, evitata. Qualche giorno dopo, il 30 luglio, un colonnello medico tedesco si presenta a San Marino chiedendo di requisire due edifici pubblici per installare un ospedale militare. Il governo reagisce inviando tre lettere di protesta, una indirizzata al ministro degli esteri nazista Joachim von Ribbentrop, una ad Hitler e una a Mussolini. In tutte e tre s'insiste sulla neutralità sammarinese. A Mussolini la lettera viene portata direttamente a Salò da una delegazione sammarinese che il 1º agosto è ricevuta dal duce e dall'ambasciatore tedesco ai quali è chiesto di intercedere presso Hitler per evitare che San Marino venga coinvolto nella guerra.
Mussolini rassicura i sammarinesi alla sua maniera:
(Mussolini)
Poco dopo vengono revocati gli ordini di requisizione, mentre, attraverso l'ambasciatore repubblicano-sociale a Berlino, Filippo Anfuso, si intercede anche verso Hitler. Il rischio più grande San Marino lo corre quando il capitano delle SS di Forlì, Schutze pensò che si stessero organizzando bande partigiane a San Marino per combattere i tedeschi e, quindi, ordinò a Federico Bigi, capo della milizia confinaria di arrestare i membri del complotto. Bigi, però, non tenne conto della richiesta, ma dopo un po' avvertito dai tedeschi disse di averli già arrestati, Bigi poi si rivolse alle autorità tedesche che erano decisi a processarli e a fucilarli, i sammarinesi erano decisi a non lasciare i loro cittadini nelle mani delle SS, anche se il reato era grave, veniva a mancare la neutralità di San Marino. Dopo una notte passata a discutere tra Schutze e Bigi, che dimostrò che il complotto era ai danni di San Marino e non dei tedeschi, i "cospiratori" vennero condannati da un tribunale sammarinese.
I tedeschi realizzarono anche un dossier che provasse l'esistenza di un colpo di Stato comunista a San Marino. Poco dopo i tedeschi chiesero di installare a San Marino alcune batterie antiaeree. Inoltre, a Rimini il tenente colonnello Cristiani, comandante del 303º Reggimento della Divisione SS Turkmena, voleva invadere San Marino. Così venne chiesto un colloquio a Forlì e tutto venne annullato. A distanza di tre giorni, un partigiano della zona di Montelicciano uccide un ex prigioniero di guerra sovietico arruolato nella Wehrmacht. Immediatamente, i tedeschi rastrellano la zona, catturano una quindicina di sammarinesi, poi ritornano in territorio italiano a Monte Grimano, spogliano i prigionieri di ogni indumento e li tengono per tre giorni chiusi, senza cibo, in uno stanzone del municipio e due prigionieri nudi sono costretti ad andare a prendere l'acqua alla fontana del paese. I sammarinesi tornano a protestare contro i tedeschi, i quali propongono ai sammarinesi di scambiare i 10 ostaggi con 10 italiani rifugiati a San Marino che sarebbero stati fucilati, ma le autorità sammarinesi rifiutarono e gli ostaggi vennero liberati.
Il 3 settembre 1944 un tenente tedesco aveva violato la neutralità sammarinese appostando 4 cannoni della sua batteria vicino a Faetano. Immediatamente fu interpellato il tenente Koenig, (ufficiale ebreo, pluridecorato da G. Gozi) di collegamento tra il comando tedesco di Forlì e il governo di San Marino, ma non si riuscì a far spostare i cannoni. Allora, una delegazione si recò da Kesselring, capo delle truppe tedesche in Italia e ottenne lo spostamento dei cannoni in territorio italiano.
Il 25 agosto è partita anche l'operazione alleata "Olive" che cerca di ottenere la stessa cosa che ha ottenuto da Kesselring anche dal comandante alleato Harold Alexander, viene inviato Virginio Refi che era riuscito a recuperare dal generale von Graffen, comandante dell'Organizzazione del lavoro Todt di Forlì 73 sammarinesi costretti illecitamente al lavoro forzato. Nell'estate del 1944 c'erano 45.000 sfollati nella repubblica a cui si aggiungevano i 15.000 abitanti, mancava l'energia elettrica le razioni erano 50 g di pane al giorno e se ne riuscivano a sfornare 70.000 porzioni. Nella seconda decade San Marino è attraversato da reparti tedeschi e italiani della Repubblica Sociale, gli Alleati, dopo aver vinto la seconda battaglia di Coriano, entrano nella repubblica; nel pomeriggio inoltrato del 17 settembre si combatte aspramente la battaglia di San Marino. Il 20 la Repubblica viene definitivamente occupata, per 3 mesi, dalle truppe alleate. Dopo l'occupazione il Fascio Repubblicano di San Marino viene sciolto, ponendo definitivamente termine al regime fascista.

### Capitani Reggenti durante il fascismo a San Marino
| Anno | Semestre | Capitano reggente       | Capitano reggente                                                                             |
| ---- | -------- | ----------------------- | --------------------------------------------------------------------------------------------- |
| 1922 | Ottobre  | Onofrio Fattori         | Giuseppe Balducci                                                                             |
| 1923 | Aprile   | Giuliano Gozi           | Filippo Mularoni                                                                              |
| 1923 | Ottobre  | Marino Borbiconi        | Mario Michetti                                                                                |
| 1924 | Aprile   | Angelo Manzoni Borghesi | Francesco Mularoni                                                                            |
| 1924 | Ottobre  | Francesco Morri         | Girolamo Gozi                                                                                 |
| 1925 | Aprile   | Marino Fattori          | Augusto Mularoni                                                                              |
| 1925 | Ottobre  | Valerio Pasquali        | Marco Marcucci                                                                                |
| 1926 | Aprile   | Manlio Gozi             | Giuseppe Mularoni                                                                             |
| 1926 | Ottobre  | Giuliano Gozi           | Ruggero Morri                                                                                 |
| 1927 | Aprile   | Gino Gozi               | Marino Morri                                                                                  |
| 1927 | Ottobre  | Marino Rossi            | Nelson Burgagni                                                                               |
| 1928 | Aprile   | Domenico Suzzi Valli    | Francesco Pasquali                                                                            |
| 1928 | Ottobre  | Francesco Morri         | Melchiorre Filippi                                                                            |
| 1929 | Aprile   | Girolamo Gozi           | Filippo Mularoni                                                                              |
| 1929 | Ottobre  | Ezio Balducci           | Aldo Busignani                                                                                |
| 1930 | Aprile   | Manlio Gozi             | Marino Lonfernini (morto il 10 settembre, viene sostituito il 16 settembre da Turiddu Foschi) |
| 1930 | Ottobre  | Valerio Pasquali        | Gino Ceccoli                                                                                  |
| 1931 | Aprile   | Angelo Manzoni Borghesi | Francesco Mularoni                                                                            |
| 1931 | Ottobre  | Domenico Suzzi Valli    | Marino Morri                                                                                  |
| 1932 | Aprile   | Giuliano Gozi           | Pompeo Righi                                                                                  |
| 1932 | Ottobre  | Gino Gozi               | Ruggero Morri                                                                                 |
| 1933 | Aprile   | Francesco Morri         | Settimio Belluzzi                                                                             |
| 1933 | Ottobre  | Carlo Balsimelli        | Melchiorre Filippi                                                                            |
| 1934 | Aprile   | Marino Rossi            | Giovanni Lonfernini (I)                                                                       |
| 1934 | Ottobre  | Angelo Manzoni Borghesi | Marino Michelotti                                                                             |
| 1935 | Aprile   | Federico Gozi           | Salvatore Foschi                                                                              |
| 1935 | Ottobre  | Pompeo Righi            | Marino Morri                                                                                  |
| 1936 | Aprile   | Gino Gozi               | Ruggero Morri                                                                                 |
| 1936 | Ottobre  | Francesco Morri         | Gino Ceccoli                                                                                  |
| 1937 | Aprile   | Giuliano Gozi           | Settimio Belluzzi                                                                             |
| 1937 | Ottobre  | Marino Rossi            | Giovanni Lonfernini (I)                                                                       |
| 1938 | Aprile   | Manlio Gozi             | Luigi Mularoni                                                                                |
| 1938 | Ottobre  | Carlo Balsimelli        | Celio Gozi                                                                                    |
| 1939 | Aprile   | Pompeo Righi            | Marino Morri                                                                                  |
| 1939 | Ottobre  | Marino Michelotti       | Orlando Reffi                                                                                 |
| 1940 | Aprile   | Angelo Manzoni Borghesi | Filippo Mularoni                                                                              |
| 1940 | Ottobre  | Federico Gozi           | Salvatore Foschi                                                                              |
| 1941 | Aprile   | Gino Gozi               | Secondo Menicucci                                                                             |
| 1941 | Ottobre  | Giuliano Gozi           | Giovanni Lonfernini (I)                                                                       |
| 1942 | Aprile   | Settimio Belluzzi       | Celio Gozi                                                                                    |
| 1942 | Ottobre  | Carlo Balsimelli        | Renato Martelli                                                                               |
| 1943 | Aprile   | Marino Michelotti       | Bartolomeo Manzoni Borghesi                                                                   |
| 1943 | Ottobre  | Marino Della Balda      | Sante Lonfernini                                                                              |
| 1944 | Aprile   | Francesco Balsimelli    | Sanzio Valentini                                                                              |

## Opere edilizie realizzate durante il periodo fascista
- Ara dei Volontari, edificata nel 1927, dedicata ai 140 sammarinesi che tra il 1843 e il 1918 combatterono per l'Italia
- Ferrovia Rimini-San Marino, costruita tra il 1928 e il 1932, inaugurata il 12 giugno 1932 e distrutta nel 1944
- Palazzo delle Poste Sammarinesi, nel 1932
- Teatro Titano, nel 1941
- Ospedale della Misericordia, nel 1941